# Route nationale 848
Pour les articles homonymes, voir Route 848.
La route nationale 848 ou RN 848 était une route nationale française reliant Taglio-Isolaccio à Valle-di-Campoloro. À la suite de la réforme de 1972, elle a été déclassée en RD 330.

## Ancien tracé de Taglio-Isolaccio à Valle-di-Campoloro (D 330)
- Taglio-Isolaccio 42° 26′ 41,02″ N, 9° 28′ 13,78″ E
- Talasani 42° 24′ 33,01″ N, 9° 28′ 45,45″ E
- Santa-Lucia-di-Moriani 42° 22′ 47,29″ N, 9° 29′ 30,02″ E
- San-Nicolao 42° 22′ 03,86″ N, 9° 29′ 35,43″ E
- Santa-Maria-Poggio 42° 20′ 44,51″ N, 9° 29′ 48,91″ E
- Valle-di-Campoloro 42° 20′ 07,52″ N, 9° 29′ 38,21″ E